# Kansas (musikgrupp)
Kansas är ett amerikanskt progressivt rockband bildat i Topeka i Kansas 1970. Deras mest kända låtar är "Carry on Wayward Son" (1976), "Dust in the Wind" (1977), "Point of Know Return" (1977), "Play the Game Tonight" (1982) och "All I Wanted" (1986).

## Historia

### 1970–1973
Dave Hope (bas), Phil Ehart (trummor, slagverk) och Kerry Livgren (gitarr, keyboard, synthesizers) bildade 1970 ett progressivt garageband i hemstaden Topeka i Kansas. De kompletterades av sångarna Lynn Meredith och Joel Warne, klaviaturspelarna Don Montre och Dan Wright samt saxofonisten Larry Baker.

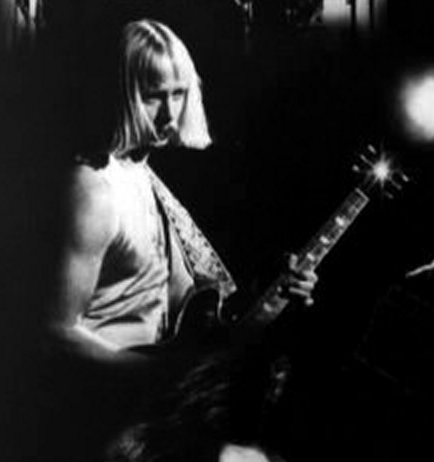
Kerry Livgren, medgrundare till Kansas och under senare år då och då medlem på gruppens turnéer.

Ett år tidigare hade Meredith, Montre, Wright och Livgren spelat i bandet The Reasons Why. Efter att ha ändrat bandets namn till Saratoga, började de spela Livgrens eget material med Scott Kessler på bas och Zeke Lowe på trummor. År 1970 ändrade de återigen bandets namn – denna gång till Kansas – samtidigt som de slog sig samman med medlemmar från rivaliserande White Clover. Denna tidiga Kansas-sättning, som varade till 1971 då Ehart och Hope och några av de andra hoppade av för att reformera White Clover, går hos musikhistorikerna under benämningen Kansas I.
Ehart ersattes av Zeke Lowe och senare Brad Schulz, Hope ersattes av Rod Mikinski på bas och Baker ersattes av John Bolton på saxofon och flöjt. Denna sättning benämns ibland Kansas II, och 30 år senare skulle de återförenas under namnet Proto-Kaw. År 1972, efter att Ehart återvänt från England (dit han hade åkt för att leta efter andra musiker), återförenade han och Hope ånyo White Clover med Robby Steinhardt (sång, fiol, viola, cello), Steve Walsh (sång, keyboards, syntar, slagverk) och Rich Williams (gitarr). 1973 rekryterade de Livgren från den andra Kansas-gruppen, vilken sedan upplöstes. Så småningom fick de ett skivkontrakt med Don Kirshners självbetitlade märke och beslöt att anta namnet Kansas.

### 1974–1979
Debutalbumet Kansas släpptes i mars 1974, nästan ett år efter det spelades in i New York. Albumet kom att definiera bandets sound, vilket var en blandning av amerikansk boogierock och komplexa, symfoniska arrangemang med förändrade taktarter. Man var mer inspirerad av brittisk symfonirock som den hos Yes och Emerson, Lake & Palmer, vilket kombinerades med de musikaliska "prärierötterna".

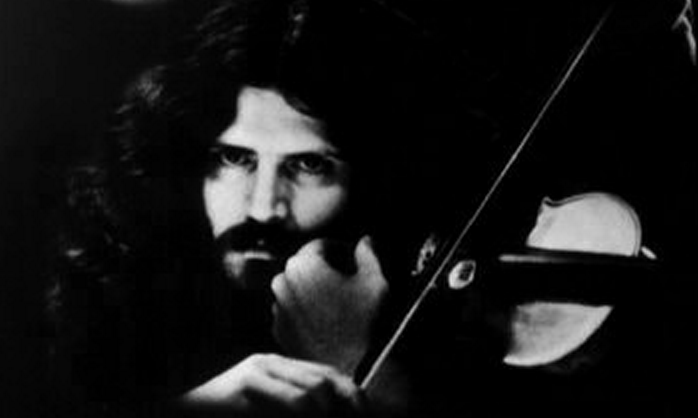
Robby Steinhardt, vars fiolspelande under 1970-talet bidrog starkt till gruppens stil.

En särskiljande del av gruppens sound var Steinhardts fiol, som skiljde ut dem från andra av den tidens progressiva rockgrupper; en jämförelse menade att Kansas i tidiga år hade mer fiol än Jethro Tull hade tvärflöjt. Bandet utvecklade långsamt en kultstatus, på grund av marknadsföring av Kirshner och omfattande turnerande för debutalbumet och dess två uppföljare, Song for America och Masque.
Kansas fjärde album, Leftoverture från november 1976, producerade året efter hitsingeln "Carry On Wayward Son". Uppföljaren Point of Know Return kom oktober 1977. Från albumet blev både titelspåret och "Dust in the Wind" hitsinglar. Point of Know Return, en ordlek med en omslagsillustration av ett skepp som passerar världens ände, räknas ibland som gruppens definitiva Kansasalbum.

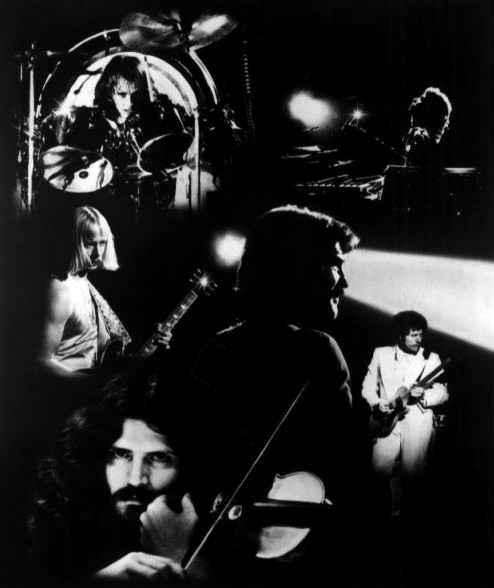
1976 var Kansas ett av den amerikanska rockmusikens stora arenaband. På bild, rad för rad: Phil Ehart + Steve Walsh / Kerry Livgren + Dave Hope + Rich Williams / Robby Steinhardt.

Leftoverture och Point of Know Return sålde över fyra miljoner exemplar i USA. Både "Carry On Wayward Son" och "Dust in the Wind" certifierades som guldsinglar och sålde över en miljon exemplar vardera. 9 maj 2013 noterades "Dust in the Wind" även för 1 miljon exemplar som digital nedladdning (= platina), vilket sammanlagt motsvarar två miljoner sålda exemplar för denna gruppens mest framgångsrika singel – bara i USA. Albumet Leftoverture certifierades 2001 som fem gånger platina av RIAA. 
Nästa studioalbum av gruppen var det egenproducerade Monolith (1979). Albumet innehöll en topp 40-singel i "People of the South Wind". Dock misslyckades singeln med att nå samma omsättning och radionärvaro som dess två föregångare ("Dust in the Wind" och "Carry On Wayward Son"). Ändå nådde albumet platina, en platinaskiva som är utställd på Kansas historiska museum.

### 1980–1984
Kansas bandmedlemmar började glida isär i början av 1980-talet. Livgren blev en pånyttfödd kristen, och detta återspeglades i hans texter på de nästa tre albumen, som börjar med Audio-Visions. "Hold On", en topp 40-singel från albumet, visade på hans nyfunna tro. Walsh lämnade i oktober 1981 för att bilda ett nytt band, Streets. I början av 1982 hade Walsh ersatts av sångaren och keyboardisten John Elefante, en pånyttfödd kristen som valdes framför andra sökande som Sammy Hagar och Doug Pinnick. John Elefante och hans bror Dino Elefante blev senare framgångsrika producenter för samtida kristna artister, bland annat Sweet Comfort Band, Petra, Brud, Rick Cua, och Guardian.
Kansas första album med Elefante, Vinyl Confessions från juni 1982, var deras mest framgångsrika studiosläpp sedan Point of Know Return. Skivan förnyade intresset för gruppen och genererade bandets första topp 20-hit på flera år, "Play the Game Tonight". Albumet har kristet präglade texter som lockade en helt ny publik. Ändå minskade albumförsäljningen, och det var nära att bli certifierat guld.
Drastic Measures följde 1983. Eftersom Livgren höll tillbaka låtmaterial för ett annat soloalbum, bidrog han bara med tre låtar till albumet, däribland den självironiska "Mainstream" som kritiserade kommersialismen inom rockmusiken (inklusive den inom det egna bandet). Resten av skivans material skrevs av John och Dino Elefante.

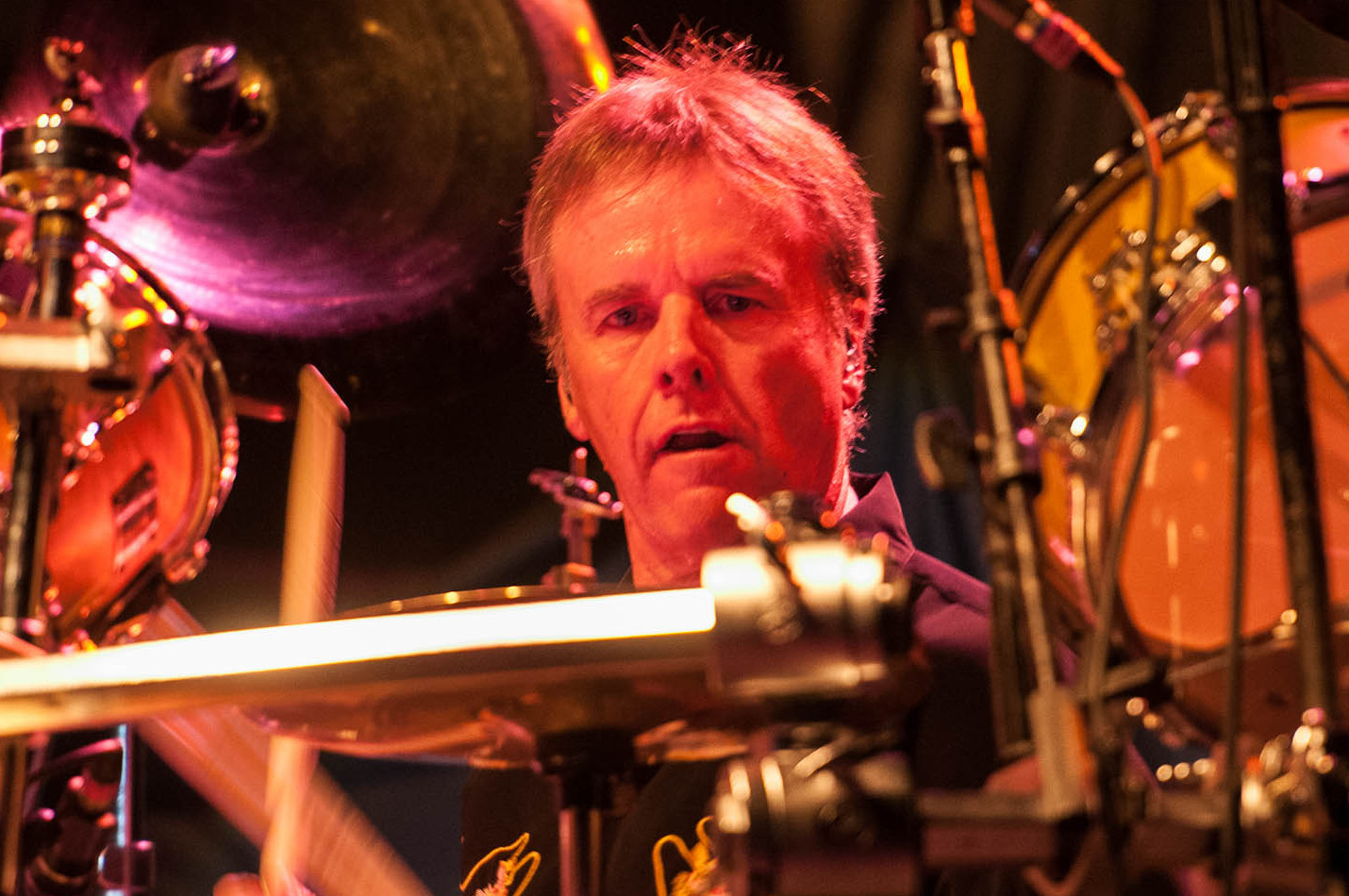
Trummisen Phil Ehart, som deltagit i alla uppsättningar av bandet från 1973.

Utan fiol av Steinhardt, som lämnat gruppen, var resultatet ett mer mainstream-präglat poprock-album i stil med grupper som Foreigner och Loverboy. Singeln "Fight Fire with Fire" nådde inte topp 40 på Billboard Hot 100 men hamnade ändå på tredjeplatsen på Billboard Mainstream Rock. "Fight Fire with Fire" spelas än idag på bandets konserter.
Efter en spelning den 31 december 1983 spelade de in ytterligare en låt, "Perfect Lover", som fanns med på The Best of Kansas (1984). Det var den sista inspelningen av Kansas med Elefante, och gruppen upplöstes efter dess utgivning. Elefante övergick därefter till en mycket framgångsrik karriär som producent, bland annat för kristna bandet Petra.

### 1985–nutid
År 1985 återskapades bandet med Walsh, men utan Livgren, Hope eller Steinhardt. Nya bandmedlemmar var basisten Billy Greer (tidigare i Walshs grupp Streets) och gitarristen Steve Morse (tidigare i Dixie Dregs). Den förnyade sättningen släppte sedan november 1986 albumet Power. Den första singeln "All I Wanted" blev den sista Kansas-låten att nå topp 40 på Billboardlistan, med en bästaplacerring på #19. Ytterligare två singlar, titelspåret och "Can't Cry Anymore", var mindre lyckade. 

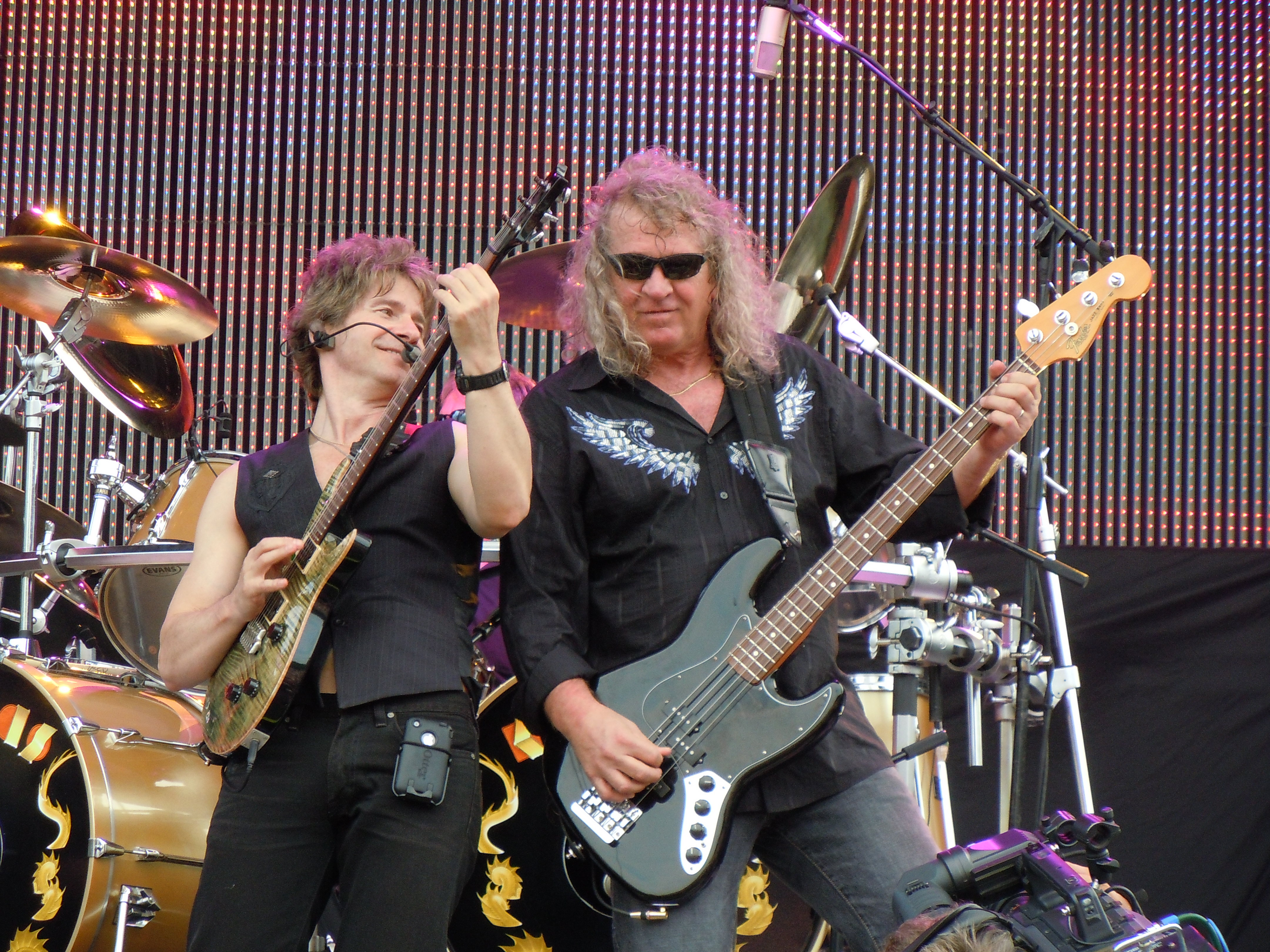
David Ragsdale (fiol och gitarr) och Billy Greer (bas) blev del av Kansas från 1991 respektive 1985.

1988 släppte samma gruppsättning albumet In the Spirit of Things. Skivan innehöll flera gästmusiker och låtskrivare och producerades av den välkände producenten Bob Ezrin. Den var ett temaalbum kretsande kring Neosha Falls och 1951 års förödande stormoväder som närapå utplånade den lilla, före detta centralorten i Woodson County. Balladen "Stand Beside Me" blev en mindre hit, men albumet drabbades av svag försäljning till följd av dålig marknadsföring av MCA; skivbolaget förnyade därefter inte kontraktet med gruppen och satsade vidare på yngre artister som Tiffany. Trots floppen håller sångaren Steve Walsh In the Spirit of Things som sitt favoritalbum under sin tid i bandet. Det sena 1980-talet var ingen bra tid för många 70-talsgrupper i ljuset av ny popmusik, menar trummisen Phil Eheart som anser att albumet produktionsmässiget var en av höjdpunkterna i Kansas karriär. Steve Morse lämnade bandet i slutet av turnén 1989 och fortsatte sin karriär i Deep Purple.
År 1990 arrangerade en tysk promotor en återförening av alla de ursprungliga medlemmarna i Kansas (förutom Steinhardt) för en europeisk turné. Greer förenade sig med dem, tillsammans med keyboardisten Greg Robert, som först hade varit med Kansas på turné 1986. I slutet av turnén hoppade Hope av igen, men Livgren var kvar fram till 1991.
I början av 1997 lämnade Robert och Ragsdale bandet. och Steinhardt återvände som violinist. De släppte följande år livealbumet Always Never the Same, inspelat med London Symphony Orchestra. År 2000 släppte de albumet Somewhere to Elsewhere, med material skrivet av Livgren.
Under 2000-talet har gruppen dock fortsatt med ett flitigt turnerande i USA och på festivalsammanhang i Europa. Man har också givit ut ett antal album med nyare eller äldre live-material. 2009 kom bland annat There's Know Place Like Home, en kombinerad CD- och DVD-produktion från en konsert hos Topekas Washburn University, där universitetets 50-mannaorkester kompletterade uppsättningen musiker.
30 juni 2014 meddelade Kansas via sin Facebook-sida att sångaren och keyboardisten Steve Walsh lämnar bandet den 16 augusti samma år. 15 juli meddelade bandet via Facebook att Walshs ersättare blir Ronnie Platt. Under 2015/2016 spelade den nya sättningen in ett nytt album, det första med ny musik sedan år 2000. Albumet är titulerat "The Prelude Implicit" och släpptes i september 2016.

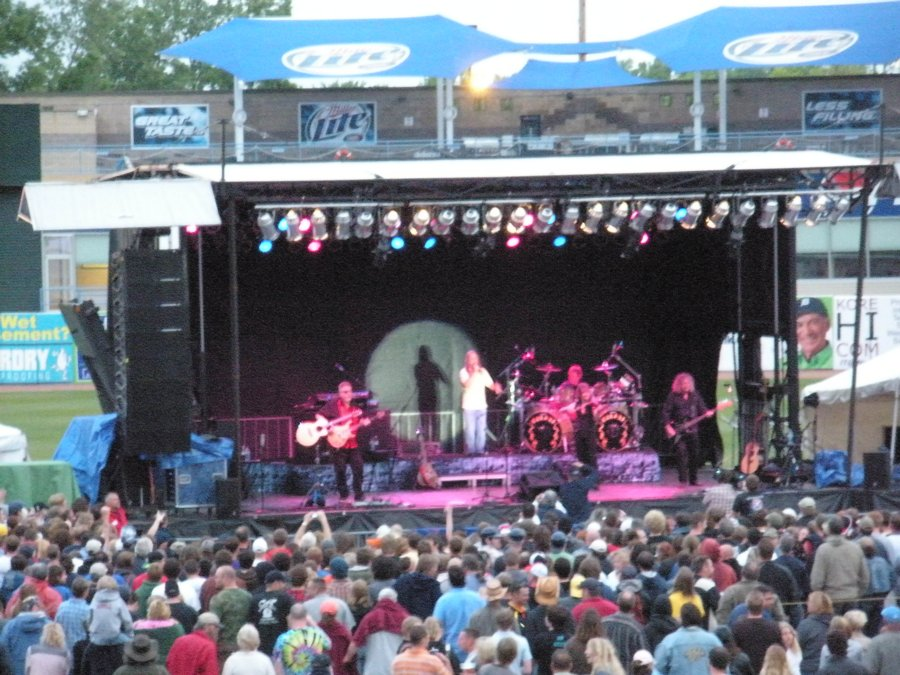
Kansas har under senare år fortsatt med ett flitigt turnerande runt USA. Bilden är från Grand Rapids i Michigan, 2009.

## Influenser och stil
Kansas blev ett av 1970-talets mer framgångsrika rockband. De var kommersiellt mest framgångsrika åren 1976 och 1977, då deras två album – framhjälpta av varsin miljonsäljande singel – blev fyrdubbelt platina-certifierade. Gruppen turnerade USA runt och fyllde arena efter arena med sin tunga, närmast bombastiska variant av progressiv rock. Samtidigt visade man med exempelvis "Dust in the Wind" att det också fanns en balladkänsla.
Gruppen var från början inspirerad både av boogierock med bluesbakgrund och brittisk symfonirock med mer klassiska inslag. Under 1970-talet innehöll albumen ofta delvis instrumentala låtar av symfonikaraktär och episk längd. Både Robby Steinhardts fiolspel och en keyboardspel av Emerson, Lake & Palmer-snitt tog fram den prägeln i musiken. Från tidigt 1980-tal minskade den symfoniska karaktären successivt, men de kommer ofta fram vid olika framträdanden i konsertsammanhang. Kansas har sedan slutet av 1980-talet producerat album alltmer sparsamt men istället koncentrerat sig på ett flitigt turnerande runt USA samt i europeiska festivalsammanhang.

### Inspelningar av andra
Kansas två mest populära låtar, "Carry On Wayward Son" och" Dust in the Wind", har spelats av andra artister och används som ljudspår på film och TV. 
"Carry On Wayward Son" har spelats av Critical Mass, Dream Theater, Yngwie Malmsteen, The Oak Ridge Boys, Rachel Rachel, The Showdown, Stryper, Golden Resurrection, en off-the-cuff version av Foo Fighters. Låten har dykt upp på ljudspår för följande filmer: Anchorman: The Legend of Ron Burgundy, Gentlemen Broncos, Happy Gilmore och Heroes (1977). På tv har det varit med i Scrubs, South Park, Strangers with Candy, Supernatural (under introt för varje säsongsfinal) och Supernatural: the Anime (slutet av varje avsnitt). Den var också med i Guitar Hero II, Guitar Hero Smash Hits, Rock Band 2 och Rock Band Unplugged.
"Dust in the Wind" har spelats av Sarah Brightman, Scorpions (Acoustica), de kristna artisterna Acappella och Billy Smiley, jazzgitarristen Bernie Williams (The Journey), och ex-Kansas-sångaren John Elefante. Den sjöngs av Will Ferrell i filmen Old School. 2014 tog sig Arcade Fire an låten vid en spelning i Kansas City.

## Gruppmedlemmar
- Ronnie Platt – sång, keyboard
- Billy Greer – bas, sång
- Phil Ehart – trummor
- David Ragsdale – fiol, gitarr
- Richard Williams – gitarr

### Tidigare medlemmar
- Steve Walsh – sång, keyboard (1974–81, 1985–2014)
- John Elefante – keyboard, sång (1981–84)
- Kerry Livgren – gitarr (1974-1984)
- Robby Steinhardt – fiol (1974–82, 1997–2006)
- Dave Hope – bas (1974–84)
- Steve Morse – gitarr (1985–89)

## Diskografi[11]

### Studioalbum
- 1974 – Kansas
- 1975 – Song for America
- 1975 – Masque
- 1976 – Leftoverture
- 1977 – Point of Know Return
- 1979 – Monolith
- 1980 – Audio Visions
- 1982 – Vinyl Confessions
- 1983 – Drastic Measures
- 1986 – Power
- 1988 – In the Spirit of Things
- 1995 – Freaks of Nature
- 1998 – Always Never the Same
- 2000 – Somewhere to Elsewhere
- 2016 – The Prelude Implicit
- 2020 – The Absence of Presence

### Livealbum
- 1978 – Two for the Show
- 1992 – Live at the Whisky
- 1998 – King Biscuit Flower Hour Presents Kansas (inspelad 1989[12])
- 2002 – Device – Voice – Drum
- 2003 – Greatest Hits Live (inspelad 1989[13])
- 2009 – There's Know Place Like Home
- 2017 – Leftoverture: Live and Beyond

### Samlingsalbum
- 1984 – The Best of Kansas
- 1992 – Carry On
- 1998 – The Kansas Boxed Set
- 1999 – The Best of Kansas
- 2002 – The Ultimate Kansas
- 2004 – Sail On: The 30th Anniversary Collection
- 2005 – On the Other Side
- 2006 – Works In Progress (live-inspelningar 1992–2002[14])
- 2008 – Playlist: The Very Best of Kansas
- 2015 – Miracles Out of Nowhere